# Луций Домиций Валериан
Луций Домиций Валериан (лат. Lucius Domitius Valerianus; род. в 160-е — 170-е в Капитолиаде, Палестина) — римский солдат, первоначально служивший в VI Железном легионе, а затем переведённый в X когорту преторианцев в годы правления Септимия Севера. Участвовал в гражданской войне в Риме в составе легиона и, скорее всего, в битве при Лугдуне в составе преторианской гвардии. Он получил известность благодаря алтарю в виде мраморной стелы для Геркулеса Защитника, который воздвиг в 208 году н. э. в Риме.